# السراج
السراج هي أحد أحياء مدينة طرابلس عاصمة دولة ليبيا، ويقع شرق جنزور، سُمي بهذا الاسم نسبة إلى تواجده بتقسيم أرض كانت تعرف في السابق بتقسيم السراج والتي كانت ملك أحد أفراد عائلة السّرّاج الطرابلسية، يحدها من الشمال غوط الشعال والسياحية والغيران ومن الشرق قرية البوعيشي وطريق السواني ومن الجنوب خلة الفاندي والكريمية ومن الغرب جنزور الشرقية.
من أهم معالم منطقة السراج : جزيرة المشتل، حمام بلقيس البخاري، جامع البر ما يسمى بجامع المياه الحلوه، حرف تي، كوبري مصنع الثلاجات، المواشي واللحوم.